# Arkham
Arkham es una ciutat fictícia creada per l'escriptor Howard Phillips Lovecraft situada a l'estat nord-americà de Massachusetts, a la regió de Nova Anglaterra. Fou fundada l'any 1692 i annexionada el 1699. Té una població de 22.562 habitants. És una ciutat fosca i una part integral de la configuració del país de Lovecraft creat per Howard Phillips Lovecraft, i que apareix en moltes de les seves històries i les d'altres escriptors dels Mites de Cthulhu. La ubicació exacta d'Arkham és indeterminada, encara que és probable que estigui prop d'Innsmouth i Dunwich. No obstant això, es pot suposar a partir de les històries de Lovecraft que és a certa distància al nord de Boston, probablement al Comtat d'Essex (Massachusetts).
Moltes ubicacions d'aquesta ciutat serveixen d'escenari a diversos relats de Lovecraft. La Mansió Wilmarth, per exemple, situada al carrer Saltonshall, 118 O, apareix al relat "The Whisperer in Darkness", publicat el 1931. En aquesta ciutat hi trobem la Universitat de Miskatonic. El seu campus ocupa una gran part de la localitat. Existeixen dos diaris locals, l'Arkham Gazette es publica des de 1880 i l'Arkham Advertiser, fou fundat el 1920.

## Filmografia
- L'horror de Dunwich (1970)